# Contescourt
Contescourt település Franciaországban, Aisne megyében. Lakosainak száma 61 fő (2022. január 1.). Contescourt Castres, Essigny-le-Grand, Fontaine-lès-Clercs és Seraucourt-le-Grand községekkel határos.

## Népesség
A település népességének változása:
| Lakosok száma | 73   | 74   | 79   | 72   | 64   | 62   | 61   | 61   | 61   | 61   |
|               | 1968 | 1982 | 1990 | 2006 | 2013 | 2015 | 2017 | 2019 | 2020 | 2022 |